# Hereditär sfärocytos
Hereditär sfärocytos (HS) är en ärftlig blodsjukdom där en ökad andel blodkroppar inte har den vanliga bikonkava formen som normala röda blodkroppar utan är mer sfäriska (därav namnet). Till följd av detta fastnar de i förtid i mjälten (som kan bli förstorad) och förstörs. Blodets förmåga att transportera syre och koldioxid kan minska (hemolytisk anemi). Vid nedbrytning av de defekta blodkropparna bildas ökade mängder bilirubin som kan ge gulfärgad hy (gulsot) och leda till gallsten. Hos nyfödda är ett viktigt symptom hemolytisk anemi